# 宮脇富
宮脇 富（みやわき あつし、1883年8月18日 - 1968年5月29日）は、大正期から昭和期の日本の畜産学者。専門は畜産物理用学。学位は、農学博士（北海道帝国大学）。「宮脇冨」とも表記される。

## 生涯
＜主な出典：＞
島根県安濃郡鳥井村（現・大田市）出身。14歳で渡道。1902年、札幌農学校卒業。1902年、浅羽農場に就職。1907年、カンザス州立大学農科大学卒業。1907年、カンザス州立大学農科大学助教授。1911年、帰国後、東北帝国大学農科大学助教授。1918年、北海道帝国大学農科大学助教授。1919年、北海道帝國大学農学部助教授。1920年、北海道帝国大学にて農学博士を受く。1924年、北海道帝国大学農学部教授。1925年、北海道帝国大学農学部応用食品科学研究室教授。1941年、帯広高等獣医学校校長。1944年、帯広獣医畜産専門学校校長。1946年、帯広農業専門学校校長。1949年、帯広畜産大学初代学長。北海道大学名誉教授。1953年8月、帯広畜産大学退官。1953年9月、札幌短期大学2代学長。帯広畜産大学名誉教授。1954年成徳専門学校（現せいとく介護こども福祉専門学校）学校長。1958年、札幌短期大学退職。1959年成徳専門学校退職。
2004年5月に大田市に地元有志らによって顕彰碑が建立され、東京多摩に銅像が建立された。

## エピソード
＜主な出典：＞
- 世界初の乳牛用搾乳機の実用化に成功した。また、コンデンスミルク開発に携わったほか、日本での酪農機械化・農業経営効率化に功績を残した。
- 日本初の酪農学科を創設し、大学行政に貢献した。
- 1933年より晩年までロータリークラブに関わり発展に尽力した。

## 受賞歴
- 1957年　カンザス大学より世界教育者として表彰された。

## 著書
- 『酪農概論』（義賢堂、1953年）